# 練馬区立仲町小学校
練馬区立仲町小学校（ねりまくりつ なかまちしょうがっこう）とは、東京都練馬区にある小学校。略称は仲町小（なかまちしょう）、仲小（なかしょう）。

## 沿革
- 1957年（昭和32年）4月 - 開進第一小学校仲町分校として開校
- 1958年（昭和33年）4月 - 練馬区立仲町小学校として独立開校
- 1959年（昭和34年） - 校歌発表会
- 1966年（昭和41年） - プール完成
- 1972年（昭和47年） - 児童数が最多の年度で、学級数は28で1103人の児童が通っていた
- 1975年（昭和50年） - 鉄筋校舎完成

## 施設
- 図書室
- 体育館
- 保健室
- 相談室
- 音楽室
- 図工室
- 理科室
- PCルーム

## 校歌
仲町小学校が独立した当時は校歌がなかったため、教員や保護者が仲町小に相応しい立派な校歌をつくろうと話し合い、教員が作ったものをもとに、当時の校長や校歌作成委員会で話し合って詩を完成させた。

## 校章
校章も校歌と共につくられた。練馬の特産物の大根の花に「仲小」の文字を入れたものに決まった。校章には、強く正しく生き抜いてほしいという地域の人たちの願いがこめられている。

## 所在地・アクセス
- 〒179-0084　東京都練馬区氷川台2-18-24
- 東京メトロ有楽町線・副都心線 氷川台駅1番出口より徒歩15分
- 東武東上線 上板橋駅より徒歩15分